# Cuba libre

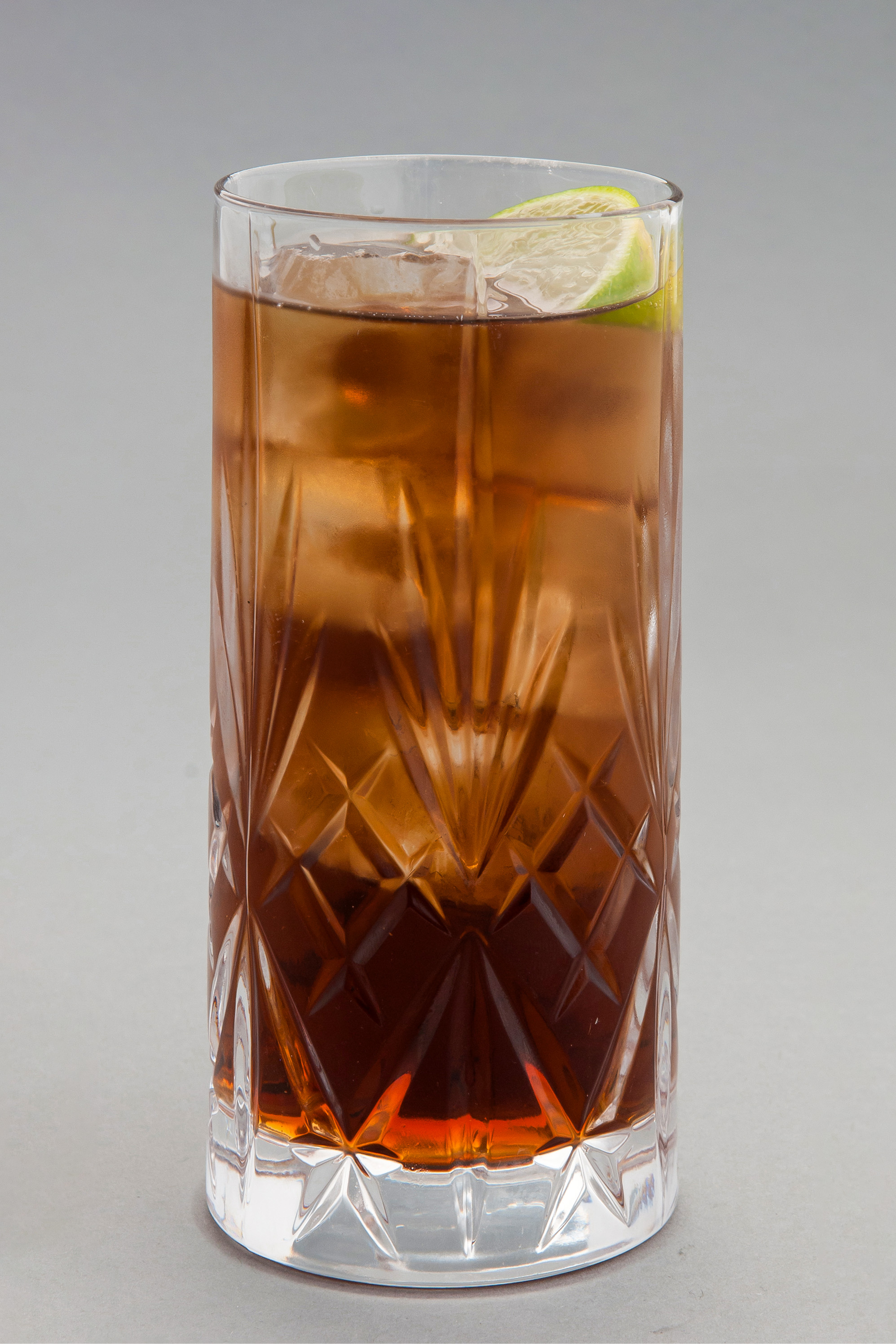
Koktajl Cuba Libre

Cuba Libre (hiszp. wolna Kuba) – koktajl alkoholowy łączący rum, colę i ewentualnie limonkę. Znany również jako „rum z colą” (ang. rum and coke).
Koktajl ten powstał około 1900 roku w kubańskiej Hawanie. W czasie wojny amerykańsko-hiszpańskiej połączono składniki symboliczne dla sprzymierzonych stron, a napój nazwany został tak przez Amerykanów na cześć walczącego o niepodległość kraju. Jednym z żołnierzy tej wojny był Emilito Bacardi, syn producenta kubańskiego rumu. Później, w okresie prohibicji, koktajl pozwalał na ukrycie alkoholu w Coca-Coli.
W 1944 roku grupa The Andrews Sisters nagrała utwór Rum and Coca-Cola, którego tytuł zawierał nazwy podstawowych składników koktajlu. M.in. dzięki tej piosence napój osiągnął znaczną popularność i dziś należy do bardziej znanych koktajli na świecie.